# Medium transmisyjne
Medium transmisyjne – nośnik używany do transmisji sygnałów w telekomunikacji. Jest podstawowym elementem systemów telekomunikacyjnych. Możliwości transmisji zależą od parametrów użytego medium. Wyróżnia się media przewodowe i bezprzewodowe.

## Rodzaje medium transmisyjnego

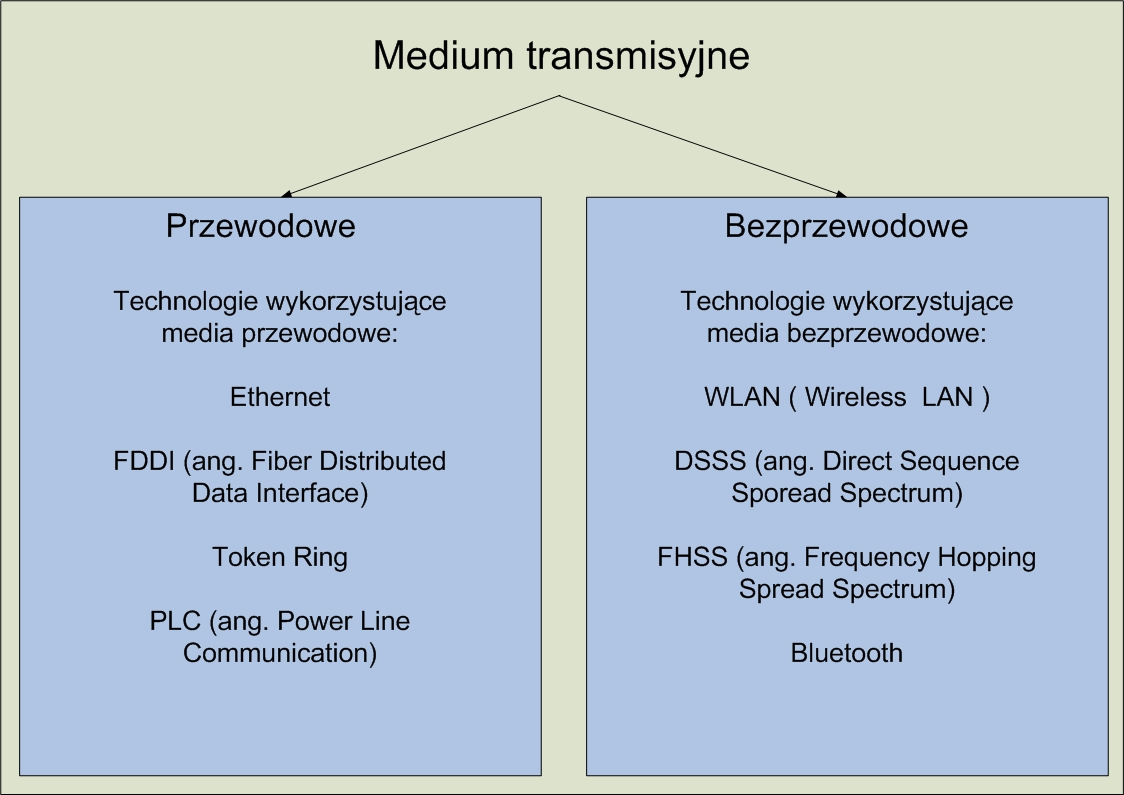
Rodzaje użytych mediów w zależności od technologii w jakiej utworzona jest sieć

Media transmisyjne można podzielić na przewodowe oraz bezprzewodowe.
Do przewodowych mediów transmisyjnych należą:
- Kabel symetryczny (w tym tzw. skrętka)
- Kabel współosiowy (kabel koncentryczny)
- Kabel światłowodowy (światłowód jednomodowy lub wielomodowy)
- Kable energetyczne

Do bezprzewodowych mediów transmisyjnych należą:
- fale radiowe (fale elektromagnetyczne z zakresu częstotliwości od 3 Hz do około 3 THz)
- fale świetlne (fale elektromagnetyczne o częstotliwości powyżej 100 THz, np. światło lasera)

Media transmisyjne możemy podzielić również ze względu na rodzaj transmisji, jaki można w nich stosować:
- Simpleks – transmisja tylko w jednym kierunku
- Półdupleks – transmisja w obu kierunkach, ale nierównoczesna
- Dupleks – równoczesna transmisja w obu kierunkach

## Charakterystyka mediów transmisyjnych

### Media przewodowe
Skrętka

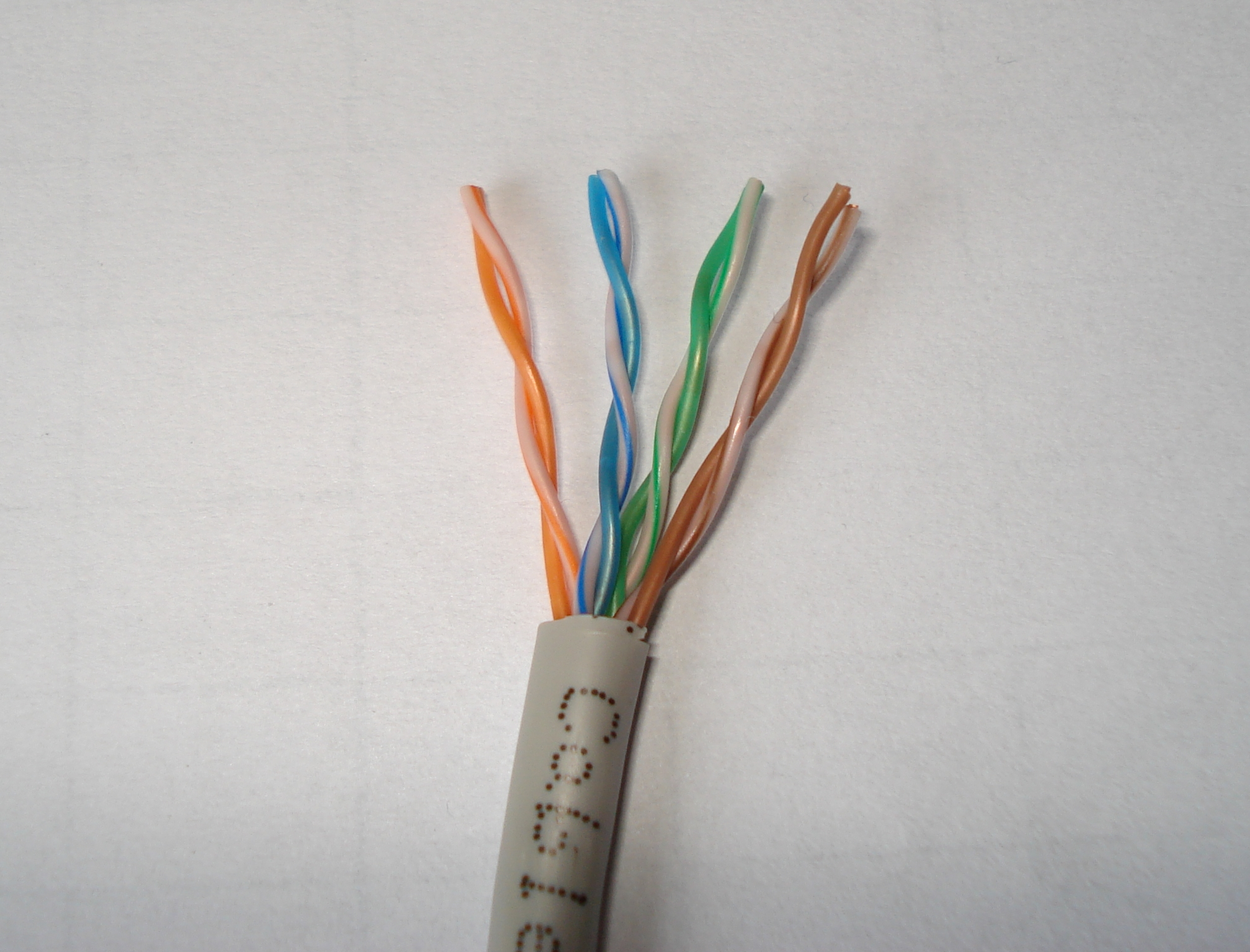
Zdjęcie przedstawiające skrętkę nieekranowaną UTP

składa się z ośmiu żył (czterech par żył). Żyły w skrętkach są ze sobą splecione parami. Każda para skrętki posiada jedną żyłę do przenoszenia napięcia, a drugą uziemioną. Jakikolwiek szum pojawiający się w jednej żyle, występuje także w drugiej. Ponieważ żyły w parze są spolaryzowane przeciwnie w stosunku do siebie, szum pojawiający się w jednej żyle jest „znoszony” przez szum z drugiej żyły na końcu kabla dołączonego do odbiornika. Skrętki są najczęściej używane w systemach, które do transmisji używają kodu Manchester. Stopień w jakim zakłócenia są wyeliminowane zależy od ilości splotów przypadających na jednostkę metra. Większa ilość splotów na metr gwarantuje zmniejszenie szumu. Dla jeszcze większej ochrony przed zakłóceniami stosuje się ekran w postaci folii, w którą zawinięte są pary żył oraz uziemienie. Folia może być owinięta wokół pojedynczych par lub wszystkich żył. Impedancja typowej skrętki wynosi 100Ω, a maksymalna prędkość transmisji wynosi 1 Gbit/s (10Gbit/s w przypadku kategorii 6a kabla).
Maksymalna odległość pomiędzy urządzeniami połączonymi skrętką nie powinna przekraczać 100 m (55 m dla 10Gbit/s). Wyróżnia się następujące rodzaje skrętek:
- nieekranowana UTP (Unshielded Twisted Pair)
- ekranowana STP (Shielded Twisted Pair) – cały kabel składający się z czterech par żył jest ekranowany metalowym oplotem
- foliowana FTP (Foiled Twisted Pair) – cały kabel okręcony jest na całej długości metalową tasiemką
- pozostałe: SFTP, S/STP, FSTP.

Kabel koncentryczny

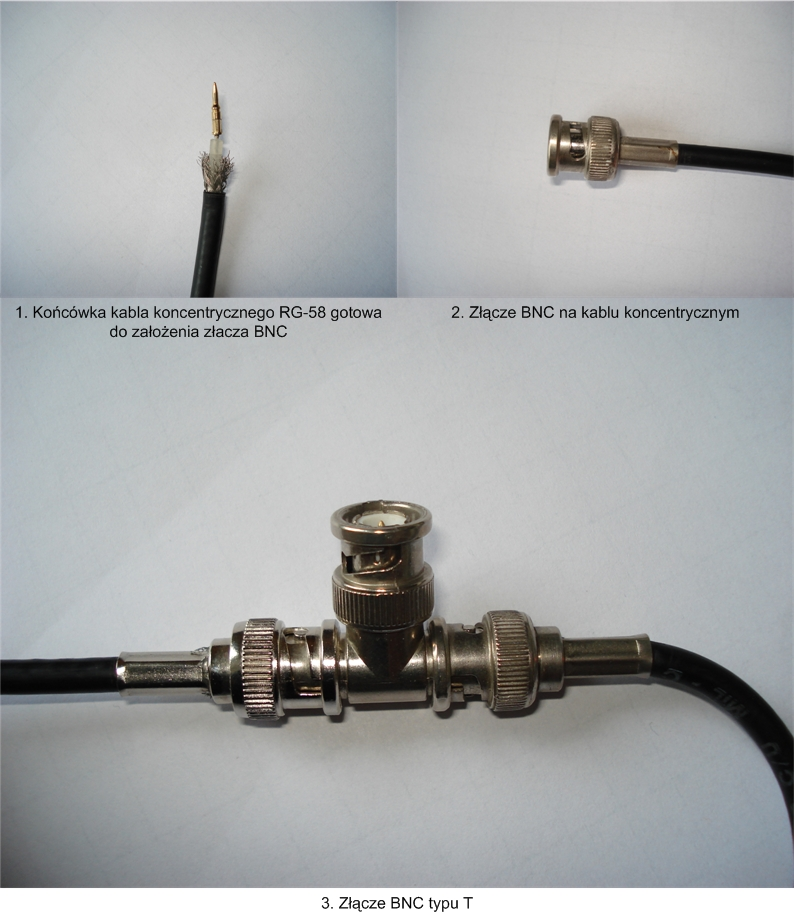
Zdjęcie przedstawiające kabel koncentryczny z końcówką gotową do założenia złącza BNC oraz ze złączami BNC

zwany także współosiowym. 
 Składa się z dwóch przewodników – wewnętrznego (żyły podstawowej) i zewnętrznego (ekranu), które są oddzielone ochronną warstwą izolacyjną (dielektrykiem). Ekran chroni przewód wewnętrzny przed zakłóceniami. Kable koncentryczne stosuje się powszechnie do łączenia anten, do połączeń AV, w sieciach komputerowych oraz w sieciach kablowych. Kable koncentryczne dzielimy wg ich impedancji falowej:
- 50 Ω (np. H1500, H1000, H1001, H500, 9913, RG214, RG213, H155, RG58, RG316, TRILAN2, TRILAN4, RG178, RG174)
- 75 Ω (np. RG59, TRISET113, RG6U, CB100F)
- 60 Ω (wycofane z produkcji)

Światłowód

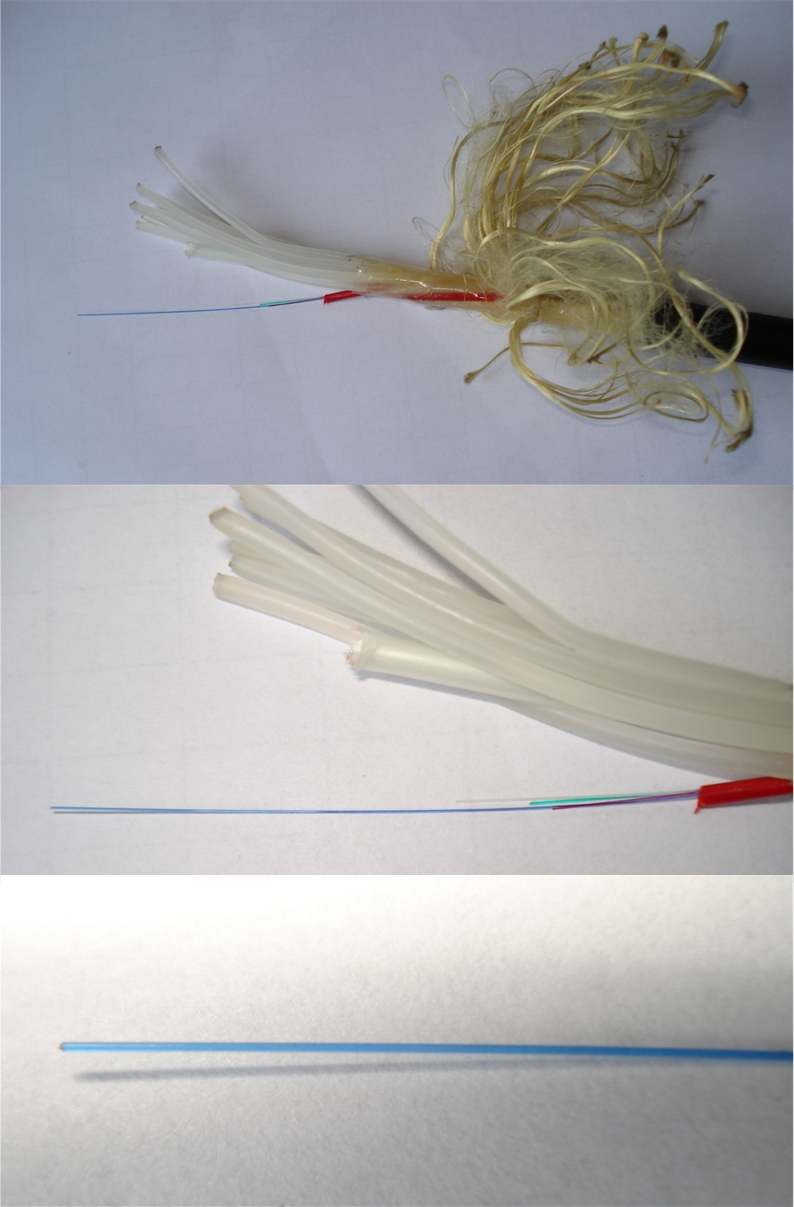
Zdjęcie przedstawiające światłowód w różnym stopniu szczegółowości

składa się z cienkiego włókna szklanego, które przenosi informację w postaci światła w zakresie widma światła widzialnego i poniżej. W konstrukcji kabla światłowodowego można wyróżnić takie elementy, jak:
- powłoka pierwotna, nakładana podczas procesu produkcyjnego, przekrój stały, około 250 μm
- żel ochronny, włókno aramidowe, chroniące światłowód przed uszkodzeniem
- powłoka wtórna, obejmująca powłokę pierwotną oraz opcjonalnie żel ochronny, w jednej z form: tuba, rozeta lub taśma
- dielektryczny element wytrzymałościowy
- żel uszczelniający
- pancerz kabla (taśmy, druty stalowe)
- pokrycie zewnętrzne

Zalety światłowodu w stosunku do kabli miedzianych:
- odporność na zakłócenia RFI (Radio Frequency Interference) oraz EMI (ElectroMagnetic Interference)
- bezpieczeństwo (nie można podsłuchać transmisji)
- duża przepustowość z powodu szerokiego pasma
- odporność na korozje
- większy zasięg
- mniejsza kubatura i waga
- szybsza transmisja

Wady światłowodu:
- wibracje fizyczne powodują zaszumienie sygnału informacyjnego
- ograniczenie w zgięciu kabla (zbyt mały promień zgięcia może doprowadzić do złamania się włókna)
- trudność w łączeniu światłowodów

Koszt stosowania światłowodu jest kompromisem pomiędzy przepustowością i ceną. Gdy potrzebujemy większej przepustowości bardziej opłacalnym wyborem jest światłowód, natomiast przy niższym zapotrzebowaniu na przepustowość tańsze jest medium miedziane.
Największą prędkość transmisji sygnału za pomocą światłowodu uzyskała firma HUAWEI wdrażając system nazwany 400G, w którym prędkość transmisji danych dochodzi do 20 Tbit/s, a zasięg tego medium to 1000 km.
Kable energetyczne oferują najsłabszej jakości transmisję danych. Jest to spowodowane brakiem ochrony przed szumami zakłócającymi, które pochodzą z innych źródeł niż nadajnik. Z tego względu te media nie nadają się do transmisji danych na większe odległości. Teoretyczna maksymalna przepustowość tego medium wynosi 200 Mbit/s.
Poniższa tabela zawiera porównanie użytecznego pasma mediów przewodowych:
| Medium transmisyjne | Pasmo     |
| ------------------- | --------- |
| Kabel energetyczny  | 0–5 MHz   |
| Skrętka             | 0–100 MHz |
| Kabel koncentryczny | 0–600 MHz |
| Światłowód          | 0–1 GHz   |

### Media bezprzewodowe
Fale elektromagnetyczne w zakresie podczerwieni IR (InfraRed) są stosowane na otwartym terenie, bądź wewnątrz budynków. Jako źródła promieniowania fal elektromagnetycznych wykorzystuje się diody elektroluminescencyjne LED (Light Emitting Diode) lub diody laserowe. Przy używaniu łączy bezprzewodowych w podczerwieni nie jest wymagane uzyskiwanie licencji na ich stosowanie w przeciwieństwie do fal radiowych. Największym ograniczeniem tego medium transmisyjnego jest niewielki zasięg wynoszący do kilkudziesięciu metrów.
Fale elektromagnetyczne w zakresach fal radiowych do transmisji wymagają planowania przydziału częstotliwości, z uwzględnieniem maksymalnej dopuszczalnej mocy nadajników, rodzaju modulacji oraz innych zaleceń Międzynarodowej Unii Telekomunikacji (ITU). Obecnie najpopularniejszymi częstotliwościami używanymi do transmisji bezprzewodowej są 2,4 GHz i wyższe (zakres mikrofali). Odległości na jakich stosuje się fale radiowe wynoszą do kilkudziesięciu kilometrów przy zastosowaniu specjalnych anten nadawczo-odbiorczych.
Poniższa tabela przedstawia podział fal ze względu na ich długość oraz częstotliwość:
| Zakres fal         | Długość fali | Częstotliwość |
| ------------------ | ------------ | ------------- |
| Fale bardzo długie | > 20 km      | < 15 kHz      |
| Fale długie        | 20–3 km      | 15–100 kHz    |
| Fale średnie       | 3000–200 m   | 100–1500 kHz  |
| Fale pośrednie     | 200–100 m    | 1,5–3 MHz     |
| Fale krótkie       | 100–10 m     | 3–30 MHz      |
| Fale ultrakrótkie  | 10–1 m       | 30–300 MHz    |
| Mikrofale          | < 1 m        | > 300 MHz     |

Zalety medium bezprzewodowego:
- mogą przenieść duże ilości danych przy odpowiednio wysokich częstotliwościach pracy
- niski koszt instalacji anten nadawczych (nie zajmują dużych powierzchni)
- dla dużych częstotliwości (krótkich fal) wystarczają małe anteny

Wady medium bezprzewodowego:
- tłumienie i dyfrakcja sygnału powodowane przez różne przedmioty znajdujące się na drodze fali niosącej sygnał (np. ptaki) oraz warunki atmosferyczne (np. deszcz, śnieg, mgła)
- odbicie sygnału od płaskich powierzchni (np. woda, metal)
- każdy może „podsłuchiwać” transmisję sygnału.

## Niekorzystne zjawiska występujące w mediach transmisyjnych
Do niepożądanych zjawisk występujących w mediach transmisyjnych należą:
- opóźnienia w transmisji sygnału
- zniekształcenia przesyłanego sygnału (rozmycie impulsu, szum)
- przesłuchy
- rozpraszanie mocy, tłumienie
- dyspersja
- nieliniowość optyczna szkła

## Metody dostępu do medium transmisyjnego

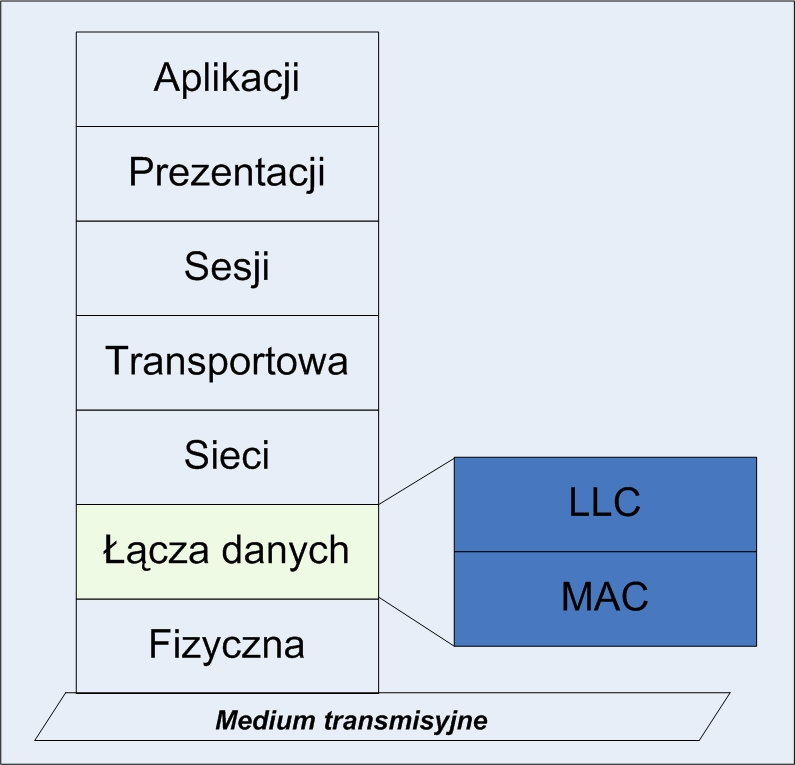
Lokalizacja podwarstwy MAC w modelu ISO/OSI

Protokoły sterujące dostępem do medium fizycznego (transmisyjnego) należą do podwarstwy MAC (Medium Access Control) warstwy łącza danych w modelu ISO/OSI.
Użycie odpowiedniego medium oraz protokołu dostępu do medium jest determinowane przez standard w jakim sieć została stworzona. Metody dostępu do medium podwarstwy MAC oraz warstwę fizyczną modelu ISO/OSI opisują następujące standardy IEEE:
- IEEE 802.3; Ethernet
- IEEE 802.4; Token Bus; rozwiązany
- IEEE 802.5; Token Ring; rozwiązany
- IEEE 802.6(inne języki)(DQDB); Standard dla sieci MAN; rozwiązany
- IEEE 802.9(inne języki); ISLAN lub isoEthernet; rozwiązany
- IEEE 802.11; bezprzewodowe sieci LAN
- IEEE 802.12(inne języki); 100BaseVG; rozwiązany

## Literatura
- Wykłady z przedmiotu „Sieci teleinformatyczne”, prof. dr hab. inż. Andrzej Pach, KT AGH
- Materiały do laboratorium z przedmiotu „Sieci teleinformatyczne”, mgr inż. Jacek Rząsa, KT AGH
- Wykłady z przedmiotu „Telekomunikacja światłowodowa”, dr inż. Artur Lasoń, KT AGH
- (ang.) Introduction to Data Communications, Free books on technology subjects
- Technologie sieci lokalnych. „NetWorld”, 21 października 2001. [dostęp 2012-06-19].brak numeru strony
- Teleinformatyka w edukacji na odległość. „Archiwum «Wirtualnej Edukacji»”. ISSN 1175-5318. [dostęp 2012-06-19].brak numeru strony